# Bundesautobahn 650
Pour les articles homonymes, voir A650 et Autoroute A650.
La Bundesautobahn 650 est une Bundesautobahn dans le Land de Rhénanie-Palatinat.

## Géographie
L'A 650 relie Birkenheide à Ludwigshafen. L'autoroute supporte le poids des navetteurs entre la Weinstrasse autour de Bad Dürkheim et l'agglomération de Ludwigshafen/Mannheim. Le trafic pendulaire s'est déplacé de la Bundesstraße 37 vers l'autoroute, Oggersheim en particulier en fut soulagé.

## Histoire
L'A 650 fut reconstruite et agrandie à plusieurs reprises depuis les années 2000 :
- Extension à quatre voies jusqu'au carrefour de Friedelsheim
- Extension à six voies entre l'échangeur d'Oggersheim et Ludwigshafen
- Rénovation de la chaussée dans la zone située entre les carrefours de Ruchheim et Maxdorf.